# Mid House
Mid House ist ein Wohngebäude auf der schottischen Orkneyinsel Papa Westray. 2001 wurde es in die schottischen Denkmallisten in der Kategorie C aufgenommen. Die Familie Harcus erbaute das Haus um das Jahr 1825. Es ist seitdem bewohnt und wird innerhalb der Familie vererbt.

## Beschreibung
Mid House liegt in Küstennähe im Nordosten der Insel. Es kann über die entlang der Ostküste verlaufende Straße erreicht werden. Es handelt sich um ein typisches, traditionelles Cottage auf den Orkneyinseln, das sich bis auf einen einstöckigen Anbau aus dem Jahre 1912 noch weitgehend im Originalzustand befindet. Der Eingangsbereich des einstöckigen Cottages befindet sich an der Südseite an einem Vorbau mit Flachdach neueren Datums. Er ist von der Mitte leicht nach links verschoben und wird von zwei Fenstern flankiert. Ein weiteres Fenster befindet sich an dem Anbau am rechten Ende des Cottages. In dem schiefergedeckten Satteldach sind Dachfenster verbaut. An den beiden Giebelseiten des ursprünglichen Gebäudes und dem Anbau ragen insgesamt drei Schornsteine auf. Zwei Gebäude sind nach Süden vorgelagert, sodass grob ein U-förmiger Grundriss entsteht. In ihnen sind Scheune und Wagenschuppen untergebracht. Rückwärtig schließt ein Anbau mit Pultdach an. Im Nordwesten befindet sich ein kleiner, länglicher Schuppen. Die Fassaden sind verputzt und die Gebäudekanten mit Ecksteinen abgesetzt. Im Innenraum sind zahlreiche historische Details erhalten. Hierzu zählen die Holzarbeiten sowie die Kastenbetten.